# Nữ phi công
Nữ phi công (ミス・パイロット) là một bộ phim truyền hình Nhật Bản.

## Phân vai
- Horikita Maki vai Tezuka Haru
- Aibu Saki vai Oba Chisato
- Saito Takumi vai Kunikida Konosuke
- waki Ikochi vai Shinozaki Kazutoyo
- Sakuraba Nanami vai Abeno Suzu
- Nanao vai Suzuki Rinko
- Mamiya Shotaro vai Kishii Taiji
- Koyanagi Yu vai Kotori Sho
- Fujii Ryusei vai Yamada Kazuo
- Shounozaki Ken vai  Moroboshi Maya
- Ishikura Saburo vai Tezuka Shigeo Tezuka
- Negishi Toshie  vai

Tezuka Yoshimi 
- Fujisawa Ema vai Saegusa Kanoko